# Экструзия (технологический процесс)
Экстру́зия (от позднелат. extrusio «выталкивание») — технология получения изделий путём продавливания вязкого расплава материала или густой пасты через формующее отверстие. Обычно используется при формовке полимеров (в том числе резиновых смесей, пластмасс, крахмалсодержащих и белоксодержащих смесей), ферритовых изделий (сердечники), а также в пищевой промышленности (макароны, лапша, кукурузные палочки и т. п.), путём продавливания формуемого вещества через формующее отверстие головной части экструдера. Двумя основными преимуществами этого процесса перед другими производственными процессами являются его способность создавать очень сложные поперечные сечения и обрабатывать хрупкие материалы, поскольку материал сталкивается только со сжимающими и сдвиговыми давлениями. Он также формирует детали с отличным качеством поверхности. Процесс экструзии в металлах также может увеличить прочность материала. Продукты экструзии обычно называют «экструдатами».

## История
В 1797 году Джозеф Брама запатентовал первый процесс экструзии для изготовления труб из мягких металлов. Он включал предварительный нагрев металла, а затем проталкивание его через штамп ручным плунжером. В 1820 году Томас Барр (Thomas Burr) применил этот процесс для свинцовой трубы с помощью гидравлического пресса (также изобретенного Джозефом Брамой). В то время процесс назывался «впрыскивание» (squirting). В 1894 году Александр Дик (Alexander Dick) расширил процесс экструзии для медных и латунных сплавов.
В 1990 году был изобретён процесс микроформования, который помог разработать несколько процессов микроэкструзии.

## Описание
Экструзия представляет собой непрерывный технологический процесс, заключающийся в продавливании высоковязкого материала на основе расплава, либо пастообразной многофазной дисперсной системы, либо металла, через формующий инструмент (экструзионную головку, фильеру, дюзу), с целью получения изделия с поперечным сечением нужной формы. В промышленности переработки полимеров методом экструзии изготавливают различные погонажные изделия, такие, как трубы, листы, плёнки, оболочки кабелей, элементы оптических систем светильников — рассеиватели и т. д. Аналогично полимерам методом экструзии изготавливаются разнообразные алюминиевые профили. Основным технологическим оборудованием для переработки полимеров в изделия методом экструзии являются одночервячные, многочервячные, поршневые и дисковые экструдеры.

## Виды экструзии
- Холодная синяя экструзия — возможны только механические изменения в материале вследствие медленного его перемещения под давлением и формованием этого продукта с образованием заданных форм.
- Теплая экструзия — сухие компоненты сырья смешиваются с определённым количеством воды и подают в экструдер, где наряду с механическим, его подвергают ещё и тепловому воздействию. Продукт нагревается извне. Получаемый экструдат отличается небольшой плотностью, незначительным увеличением в объёме, пластичностью, а также ячеистым строением. Иногда экструдату необходимо подсушивание.
- Горячая экструзия — процесс протекает при высоких скоростях и давлениях, значительном переходе механической энергии в тепловую, что приводит к различным по глубине изменениям в качественных показателях материала. Кроме того, может иметь место регулируемый подвод тепла как непосредственно к продукту, так и через наружные стенки экструдера. Массовая доля влаги в сырье при горячей экструзии составляет 10…20 %, а температура превышает 120 °C.
- Гидроэкструзия — процесс обработки металлических сплавов и полимерных материалов жидкостью, основанный на свойстве их высокой текучести при высоких давлениях.

## Оборудование

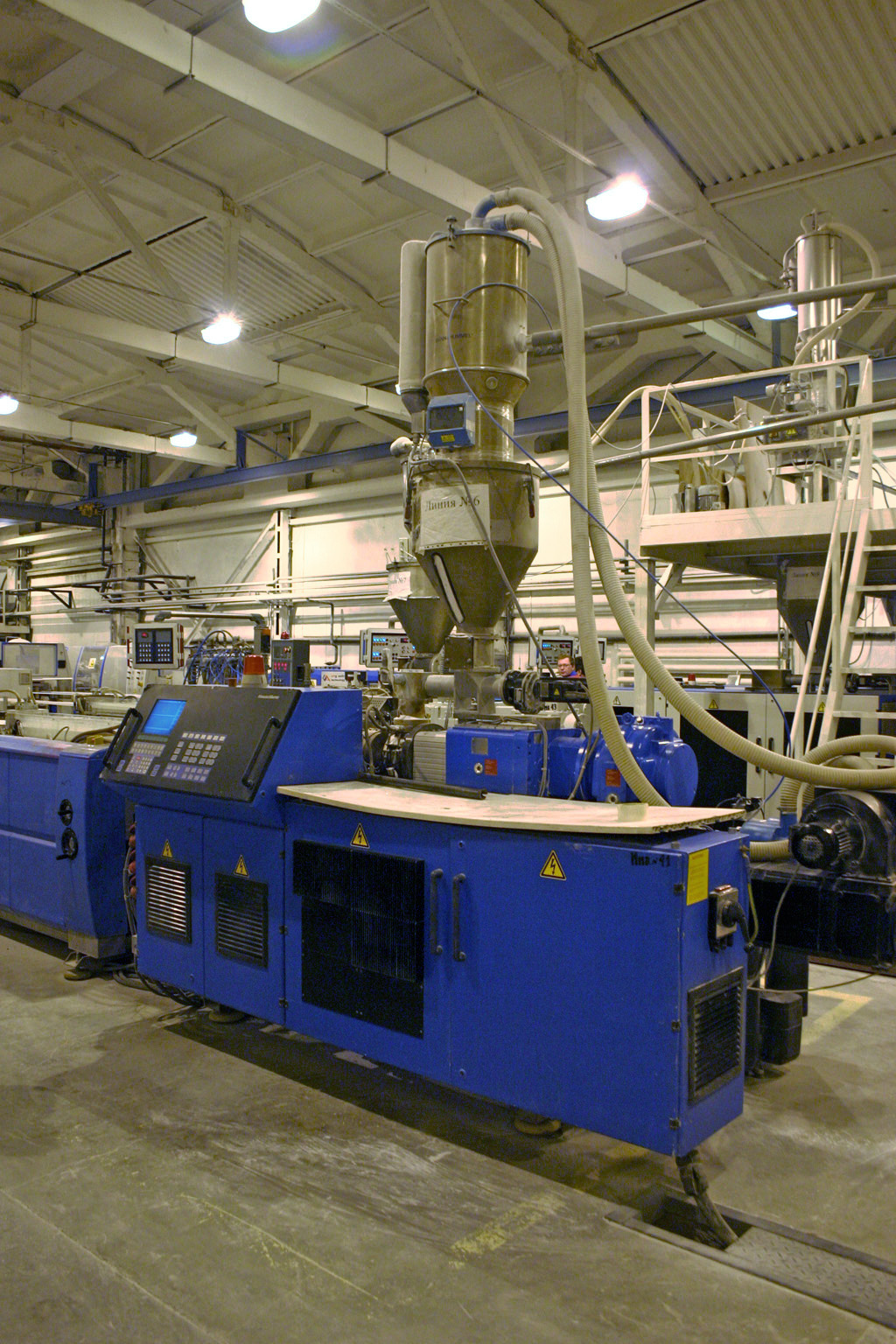
Экструдер в линии по производству пластикового плинтуса

Экструдер (экструдинг-пресс) — машина для формования пластичных материалов путём придания им формы при помощи продавливания (экструзии) через профилирующий инструмент (экструзионную головку).
Экструдер состоит из: корпуса с нагревательными элементами; рабочего органа (шнека (винт Архимеда), диска, поршня), размещённого в корпусе; узла загрузки перерабатываемого материала; силового привода; системы задания и поддержания температурного режима, других контрольно-измерительных и регулирующих устройств. По типу основного рабочего органа (органов) экструдеры подразделяют на одно-, двух- или многошнековые (червячные), дисковые, поршневые (плунжерные) и др. Двухшнековые экструдеры в зависимости от конфигурации шнеков могут быть параллельными или коническими. В зависимости от направления вращения — с сонаправленным или противонаправленным вращением шнеков.

## Применение

### Химическая промышленность

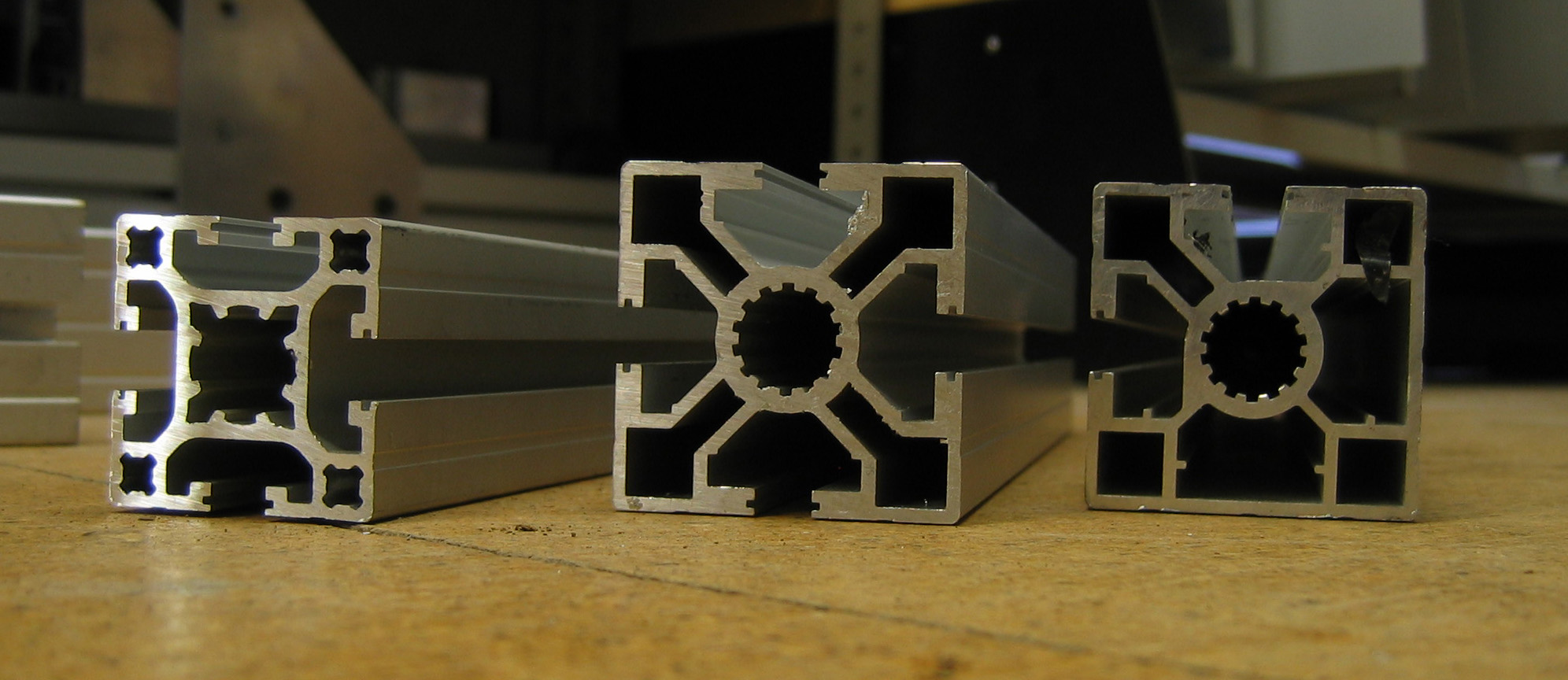
Алюминиевые детали, полученные методом экструзии

В химической промышленности метод экструзии применяется для нагрева, пластификации, гомогенизации и придания необходимой формы исходному сырью. Химический состав конечного продукта при этом идентичен химическому составу исходного сырья, что позволяет добиваться стабильного качества продукта прибегая при этом к минимальному количеству настроек экструдера, этим объясняется относительная простота машин, работающих в химической промышленности.
Методом экструзии в химической промышленности изготавливают различные погонажные изделия, такие как трубы, листы, плёнки, оболочки кабелей, элементы оптических систем светильников — рассеиватели и т. д.

### Пищевая промышленность

Пищевой экструдер Shtak-72

В пищевой промышленности метод экструзии применяется намного шире. В ходе процесса под действием значительных скоростей сдвига, высоких скоростей и давления, происходит переход механической энергии в тепловую, что приводит к различным по глубине изменениям в качественных показателях перерабатываемого сырья, например денатурация белка, клейстеризация и желатинизация крахмала, а также другие биохимические изменения.
Простейший экструдер, применяемый в быту — кондитерский рукав, механический экструдер — ручная мясорубка.

#### Продукты, получаемые на пищевых экструдерах
- традиционная жевательная резинка[6]
- пельмени
- кукурузные палочки
- подушечки и трубочки с начинкой
- хрустящие хлебцы и соломка
- фигурные сухие завтраки
- хлопья кукурузные и из других злаков
- быстрозавариваемые каши
- детское питание
- фигурные чипсы
- экструзионные сухарики
- мелкий шарик из риса, кукурузы, гречи, пшеницы, для наполнения и обсыпки шоколадных изделий, мороженого и других кондитерских изделий
- пищевые отруби
- набухающая мука, панировка
- продукты вторичной переработки хлеба
- соевые продукты: соевый текстурат, концентрат (применяются в производстве колбасы, сосисок, котлет и т. д.), кусковые соевые продукты (фарш, гуляш, бифштекс, тушёнка и т. д.)
- продукты переработки отходов животноводства
- модифицированный крахмал
- реагент на основе крахмала применяемый в нефте- и газодобыче
- строительные крахмалсодержащие смеси
- основы для клеев
- мороженое

### Комбикормовая промышленность
Экструдирование — процесс происходящий в стволе экструдера, при котором происходит механическое перемалывание за счёт трения, высокотемпературное воздействие при высоком давлении на кормовое сырьё (температура от 110 до 160 градусов и давление от 20 до 30 атмосфер). В процессе такого воздействия, происходит расщепление сложных углеводов на простые сахара, что обеспечивает существенное улучшение органолептических показателей корма, а также повышает усваиваемость кормов (от 45 % при традиционных видах обработки до 95 %).
- полножирная соя
- зерновые экструдаты
- корма для КРС, свиней, кроликов
- корма для кошек, собак, домашних грызунов, крупного рогатого скота
- корма для промысловых и аквариумных рыб

### Производство твердого биотоплива
Одним из наиболее популярных методов получения топливных брикетов является использование специальных экструдеров.
Процесс представляет собой прессование шнеком отходов (шелухи подсолнечника, гречихи и т. п.) и мелко измельчённых отходов древесины (опилок) под высоким давлением при нагревании от 250 до 350 С°. Получаемые топливные брикеты не включают в себя никаких связующих веществ, кроме одного натурального — лигнина, содержащегося в клетках растительных отходов. Температура, присутствующая при прессовании, способствует оплавлению поверхности брикетов, которая благодаря этому становится более прочной, что немаловажно для транспортировки брикета.

### Ремонт повреждений колес крупногабаритных шин
Ручной экструдер для ремонта колес крупногабаритных шин карьерных самосвалов — для подогрева сырой резины и быстрого заполнения воронки повреждения при ремонте крупногабаритных шин.